# جين لينك
جين لينك (3 سبتمبر 1938 – 4 يونيو 2020) هو مبارز بالسيف لوكسمبورغي راحل، مثّل بلاده في الألعاب الأولمبية الصيفية 1960.

## روابط رياضية
جين لينك على موقع أوليمبيديا (الإنجليزية)